# Ronda 3 de GP2 Series de 2012
A Terceira rodada da Temporada da GP2 Series de 2012 aconteceu no Barém entre 26 e 28 de abril.

## Classificatória
| Pos. | No. | Piloto              | Time                    | Tempo    | Grid |
| ---- | --- | ------------------- | ----------------------- | -------- | ---- |
| 1    | 12  | Giedo van der Garde | Caterham Racing         | 1:42.451 | 1    |
| 2    | 3   | Davide Valsecchi    | DAMS                    | 1:42.596 | 2    |
| 3    | 5   | Fabio Leimer        | Racing Engineering      | 1:42.619 | 3    |
| 4    | 26  | Max Chilton         | Carlin                  | 1:42.628 | 4    |
| 5    | 27  | Rio Haryanto        | Carlin                  | 1:42.691 | 5    |
| 6    | 23  | Luiz Razia          | Arden International     | 1:42.839 | 6    |
| 7    | 11  | Rodolfo González    | Caterham Racing         | 1:42.951 | 7    |
| 8    | 2   | Dani Clos           | Barwa Addax             | 1:43.080 | 8    |
| 9    | 7   | Marcus Ericsson     | iSport International    | 1:43.124 | 9    |
| 10   | 21  | Tom Dillmann        | Rapax                   | 1:43.163 | 10   |
| 11   | 4   | Felipe Nasr         | DAMS                    | 1:43.172 | 11   |
| 12   | 14  | Stefano Coletti     | Scuderia Coloni         | 1:43.206 | 12   |
| 13   | 10  | Esteban Gutiérrez   | Lotus GP                | 1:43.213 | 13   |
| 14   | 24  | Brendon Hartley     | Ocean Racing Technology | 1:43.219 | 14   |
| 15   | 18  | Fabrizio Crestani   | Venezuela GP Lazarus    | 1:43.311 | 15   |
| 16   | 6   | Nathanaël Berthon   | Racing Engineering      | 1:43.328 | 16   |
| 17   | 8   | Jolyon Palmer       | iSport International    | 1:43.391 | 17   |
| 18   | 14  | Fabio Onidi         | Scuderia Coloni         | 1:43.447 | 18   |
| 19   | 25  | Nigel Melker        | Ocean Racing Technology | 1:43.453 | 19   |
| 20   | 1   | Johnny Cecotto, Jr. | Barwa Addax             | 1:43.599 | 20   |
| 21   | 17  | Julián Leal         | Trident Racing          | 1:43.659 | 21   |
| 22   | 9   | James Calado        | Lotus GP                | 1:43.757 | 22   |
| 23   | 22  | Simon Trummer       | Arden International     | 1:43.929 | 23   |
| 24   | 16  | Stéphane Richelmi   | Trident Racing          | 1:44.100 | 24   |
| 25   | 20  | Ricardo Teixeira    | Rapax                   | 1:44.850 | 25   |
| 26   | 19  | Giancarlo Serenelli | Venezuela GP Lazarus    | 1:45.036 | 26   |

## Primeira Corrida
| Pos.                                                             | No. | Driver              | Team                    | Laps | Time/Retired | Grid | Points    |
| ---------------------------------------------------------------- | --- | ------------------- | ----------------------- | ---- | ------------ | ---- | --------- |
| 1                                                                | 3   | Davide Valsecchi    | DAMS                    | 32   | 57:35.088    | 2    | 27 (25+2) |
| 2                                                                | 5   | Fabio Leimer        | Racing Engineering      | 32   | +7.711       | 3    | 18        |
| 3                                                                | 12  | Giedo van der Garde | Caterham Racing         | 32   | +14.824      | 1    | 19 (15+4) |
| 4                                                                | 23  | Luiz Razia          | Arden International     | 32   | +24.142      | 6    | 12        |
| 5                                                                | 26  | Max Chilton         | Carlin                  | 32   | +24.705      | 4    | 10        |
| 6                                                                | 27  | Rio Haryanto        | Carlin                  | 32   | +40.965      | 5    | 8         |
| 7                                                                | 7   | Marcus Ericsson     | iSport International    | 32   | +50.645      | 9    | 6         |
| 8                                                                | 21  | Tom Dillmann        | Rapax                   | 32   | +52.522      | 10   | 4         |
| 9                                                                | 1   | Johnny Cecotto, Jr. | Barwa Addax             | 32   | +55.578      | 20   | 2         |
| 10                                                               | 10  | Esteban Gutiérrez   | Lotus GP                | 32   | +56.211      | 13   | 1         |
| 11                                                               | 4   | Felipe Nasr         | DAMS                    | 32   | +1:05.7727   | 11   |           |
| 12                                                               | 6   | Nathanaël Berthon   | Racing Engineering      | 32   | +1:06.906    | 16   |           |
| 13                                                               | 24  | Brendon Hartley     | Ocean Racing Technology | 32   | +1:07.254    | 14   |           |
| 14                                                               | 22  | Simon Trummer       | Arden International     | 32   | +1:15.486    | 23   |           |
| 15                                                               | 17  | Julián Leal         | Trident Racing          | 32   | +1:16.363    | 21   |           |
| 16                                                               | 9   | James Calado        | Lotus GP                | 32   | +1:20.506    | 22   |           |
| 17                                                               | 16  | Stéphane Richelmi   | Trident Racing          | 32   | +1:21.441    | 24   |           |
| 18                                                               | 11  | Rodolfo González    | Caterham Racing         | 32   | +1:29.2067   | 7    |           |
| 19                                                               | 25  | Nigel Melker        | Ocean Racing Technology | 32   | +1:29.955    | 19   |           |
| 20                                                               | 14  | Fabio Onidi         | Scuderia Coloni         | 32   | +1:47.146    | 18   |           |
| 21                                                               | 14  | Stefano Coletti     | Scuderia Coloni         | 31   | +1 volta     | 12   |           |
| 22                                                               | 19  | Giancarlo Serenelli | Venezuela GP Lazarus    | 31   | +1 volta     | 26   |           |
| 23                                                               | 20  | Ricardo Teixeira    | Rapax                   | 31   | +1 volta     | 25   |           |
| 24                                                               | 8   | Jolyon Palmer       | iSport International    | 30   | Retirou-se   | 17   |           |
| Ret                                                              | 18  | Fabrizio Crestani   | Venezuela GP Lazarus    | 24   | Retirou-se   | 15   |           |
| Ret                                                              | 2   | Dani Clos           | Barwa Addax             | 8    | Retirou-se   | 8    |           |
| volta mais rápida: James Calado (Lotus GP) — 1:43.964 (volta 28) |     |                     |                         |      |              |      |           |

## Segunda Corrida
| Pos.                                                                 | No. | Driver              | Team                    | Laps | Time/Retired | Grid | Points    |
| -------------------------------------------------------------------- | --- | ------------------- | ----------------------- | ---- | ------------ | ---- | --------- |
| 1                                                                    | 21  | Tom Dillmann        | Rapax                   | 23   | 41:16.276    | 1    | 15        |
| 2                                                                    | 23  | Luiz Razia          | Arden International     | 23   | +0.198       | 5    | 14 (12+2) |
| 3                                                                    | 3   | Davide Valsecchi    | DAMS                    | 23   | +3.958       | 8    | 10        |
| 4                                                                    | 10  | Esteban Gutiérrez   | Lotus GP                | 23   | +16.488      | 10   | 8         |
| 5                                                                    | 4   | Felipe Nasr         | DAMS                    | 23   | +18.602      | 11   | 6         |
| 6                                                                    | 27  | Rio Haryanto        | Carlin                  | 23   | +20.425      | 3    | 4         |
| 7                                                                    | 7   | Marcus Ericsson     | iSport International    | 23   | +26.294      | 2    | 2         |
| 8                                                                    | 5   | Fabio Leimer        | Racing Engineering      | 23   | +29.605      | 7    | 1         |
| 9                                                                    | 14  | Fabio Onidi         | Scuderia Coloni         | 23   | +33.490      | 20   |           |
| 10                                                                   | 6   | Nathanaël Berthon   | Racing Engineering      | 23   | +34.078      | 12   |           |
| 11                                                                   | 25  | Nigel Melker        | Ocean Racing Technology | 23   | +43.463      | 19   |           |
| 12                                                                   | 9   | James Calado        | Lotus GP                | 23   | +44.371      | 16   |           |
| 13                                                                   | 26  | Max Chilton         | Carlin                  | 23   | +46.743      | 4    |           |
| 14                                                                   | 17  | Julián Leal         | Trident Racing          | 23   | +47.439      | 15   |           |
| 15                                                                   | 11  | Rodolfo González    | Caterham Racing         | 23   | +54.991      | 18   |           |
| 16                                                                   | 24  | Brendon Hartley     | Ocean Racing Technology | 23   | +59.764      | 13   |           |
| 17                                                                   | 16  | Stéphane Richelmi   | Trident Racing          | 23   | +1:00.655    | 17   |           |
| 18                                                                   | 14  | Stefano Coletti     | Scuderia Coloni         | 23   | +1:02.090    | 21   |           |
| 19                                                                   | 12  | Giedo van der Garde | Caterham Racing         | 23   | +1:02.632    | 6    |           |
| 20                                                                   | 20  | Ricardo Teixeira    | Rapax                   | 23   | +1:07.468    | 23   |           |
| 21                                                                   | 19  | Giancarlo Serenelli | Venezuela GP Lazarus    | 23   | +1:08.293    | 22   |           |
| 22                                                                   | 8   | Jolyon Palmer       | iSport International    | 23   | +1:18.688    | 24   |           |
| 23                                                                   | 18  | Fabrizio Crestani   | Venezuela GP Lazarus    | 23   | +1:26.049    | 269  |           |
| 24                                                                   | 22  | Simon Trummer       | Arden International     | 21   | Retirou-se   | 14   |           |
| Ret                                                                  | 2   | Dani Clos           | Barwa Addax             | 19   | Retirou-se   | 25   |           |
| Ret                                                                  | 1   | Johnny Cecotto, Jr. | Barwa Addax             | 0    | Retirou-se   | 9    |           |
| Fastest lap: Jolyon Palmer (iSport International) — 1:46.064 (lap 2) |     |                     |                         |      |              |      |           |

## Classificação apos a rodada
|   | Pos | Piloto            | Pontos |
| - | --- | ----------------- | ------ |
| 1 | 1   | Davide Valsecchi  | 107    |
| 1 | 2   | Luiz Razia        | 83     |
| 1 | 3   | Esteban Gutiérrez | 54     |
| 2 | 4   | Max Chilton       | 45     |
| 2 | 5   | Fabio Leimer      | 41     |

|  | Pos | Time                | Pontos |
|  | --- | ------------------- | ------ |
|  | 1   | DAMS                | 135    |
|  | 2   | Lotus GP            | 93     |
|  | 3   | Arden International | 84     |
|  | 4   | Carlin              | 61     |
|  | 5   | Racing Engineering  | 42     |